# Horace Henderson
Pour les articles homonymes, voir Henderson.
Horace Henderson (1904-1988), frère cadet de Fletcher Henderson, était un pianiste, arrangeur et chef d'orchestre de jazz américain.